# 田口豊太郎
田口 豊太郎（たぐち とよたろう、1940年〔昭和15年〕5月17日 - ）は、中部日本放送（CBC）の元アナウンサー。
1960年代前半頃〜1990年代前半頃にかけて、スポーツ中継を中心に活躍した。

## 人物
- 長崎県諫早市出身。日本大学卒業。
- 1963年（昭和38年）CBCに入社。中日ドラゴンズ戦の実況中継の他、中日クラウンズの実況中継を約30年に渡り担当していた[1]。
- 1992年（平成4年）頃異動。中日クラウンズの大会事務局長やスポーツ局長を務め[2]、2000年に定年退職。

## 過去の出演番組
※いずれもCBCの番組。
- 国際招待ゴルフ・中日クラウンズ（1970年代～2000年まで）
- CBCドラゴンズナイター／CBCドラゴンズスペシャル（ラジオのプロ野球中継現行タイトル）
  - 1974年の日本シリーズ第2戦ラジオ中継
- 侍プロ野球（テレビのプロ野球中継現行タイトル）
  - 1988年オールスターゲーム第2戦テレビ中継 - 実況
  - 1982年の日本シリーズ第2戦テレビ中継

## エピソード
- 1987年8月9日、中日ドラゴンズの近藤真一投手が日本プロ野球史上初の快挙となる初登板・初先発ノーヒットノーランを達成した試合（対読売ジャイアンツ戦）で、テレビの実況中継を担当した。当日深夜の全国ネット番組『JNNスポーツチャンネル』で小林繁とともにスタジオから試合結果を伝えていた。